# Бабкіна Катерина Богданівна
Катери́на Богда́нівна Ба́бкіна (нар. 22 липня 1985, Івано-Франківськ) — українська письменниця, поетеса, перекладачка, сценаристка та драматургиня.

## Життєпис
2006 року закінчила Інститут журналістики Київського національного університету імені Тараса Шевченка.
Співпрацює з українськими та зарубіжними виданнями Esquire Ukraine, Фокус, Бізнес, Le Monde, ART UKRAINE, Harper's Bazaar, The Insider, ПЛАТФОРМА, Buro 24/7.
У 2015 році разом з Марком Лівіним ініціювала флешмоб #bookchallenge_ua, сутність якого полягала в тому, щоб прочитати за рік 200 книг.

## Творчість
Авторка поетичних збірок «Вогні святого Ельма» (Івано-Франківськ: Лілея-НВ, 2002; 500 примірників) та «Гірчиця» (Meridian Czernowitz, 2011), «Знеболювальне і снодійне» (Фоліо, 2014), книги оповідань «Лілу після тебе» (Київ: Факт, 2008; 2000 примірників), роману «Соня» (Фоліо, 2014), дитячих повістей «Гарбузовий рік» (Видавництво Старого Лева, 2014) та «Шапочка і кит» (Видавництво Старого Лева, 2015), збірки оповідань «Щасливі голі люди» (Meridian Czernowitz, 2016)  та збірки віршів «Заговорено на любов» (КСД, 2017), книжки «Наші птахи і те, що їм заважає» (Книголав, 2018), нон-фікшну для дітей «Сила дівчат» (у співавторстві з Марком Лівіним) та роману в оповіданнях «Мій дід танцював краще за всіх» (Комора, 2019), воркбуку «Звичка писати» (Комора, 2020), збірки віршів «Не болить» (Комора, 2021).

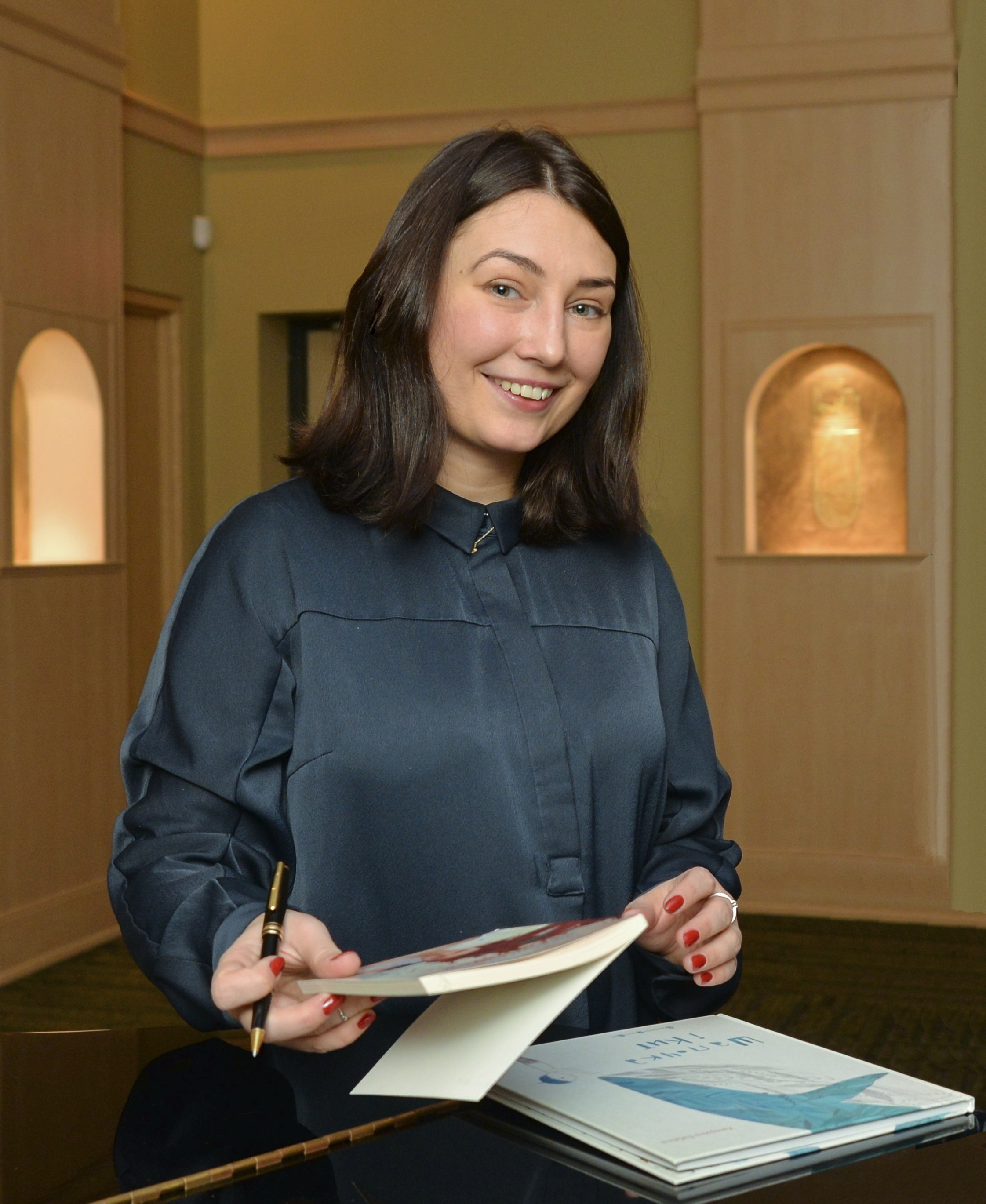
Катерина Бабкіна підписує книжки на зустрічі з читачами в Торонто, 2017

У 2012 році за сценарієм Катерини Бабкіної було знято короткометражний фільм «Зло» в рамках проєкту «Україно, goodbye!».
2013 року в видавництві «Фоліо» вийшов перший роман Катерини Бабкіної «Соня», який увійшов до довгого списку «Книги року BBC».
У 2013 році Катерина Бабкіна зняла дебютну короткометражну стрічку «Жовта коробочка», котру з міркувань прив'язки до подій в країні було викладено у відкритому доступі.
У 2015 за сценарієм Катерини Бабкіної було знято короткометражну стрічку «Кончений» (реж. Маргарита Кузьміна), стрічка отримала винагороди «Найкращий фільм» та «Найкращий сценарій» на фестивалі Відкрита Ніч (м. Київ) та «Найкраща ідея фільму» на фестивалі «КиТи» (м. Маріуполь).
У 2017 році у видавництві «КСД» вийшла книга Міка Вікінга «Маленька книга хюґе. Як жити добре по-данськи» у перекладі Катерини Бабкіної.
В червні цього ж року в ізраїльському видавництві «Хавер Лает» вийшла поетична збірка «Для всіх однакове попроси» Катерини Бабкіної у перекладі на іврит.
У березні 2018 року у видавництві #книголав вийшла книга «Сила дівчат: маленькі історії великих вчинків» у співавторстві з Марком Лівіним.
У 2020 році книга «Мій дід танцював краще за всіх» потрапила у короткий список літературної премії «Зустріч».
У 2021 році отримала Центральноєвропейську літературну премію «Ангелус» за польський переклад книжки «Мій дід танцював краще за всіх».
У 2021 році оповідання «Коробка з ґудзиками» зі збірки «Щасливі голі люди» ввійшла до списку найкращих 30 оповідань незалежної України за версією Радіо NV.
У січні 2022 року у Видавництві Старого Лева вийшов роман для дітей та дорослих «Сніговий тепл».
У 2022 новела для дітей «Шапочка і кит» в перекладі на англійську мову вийшла друком в найбільшому у світі видавництві Penguin Random House.
У квітні 2023 року у видавництві Warstwy (Польща) вийшла електронна книга “Мам, пам’ятаєш?”
В жовтні 2023 книжка "Мам, пам'ятаєш?" вийшла польською в перекладі Богдана Задури. В липні 2024 вона вийшла українською в твердій палітурці у видавництві "Білка".

### Оповідання
- 2008 — Лілу після тебе, збірка оповідань
- 2016 — Щасливі голі люди, збірка оповідань

### Повісті
- 2014 — Гарбузовий рік
- 2015 — Шапочка і кит
- 2023 — Мам, пам'ятаєш?

### Романи
- 2013 — Соня, роман
- 2019 — Мій дід танцював краще за всіх, роман в оповіданнях
- 2022 — Сніговий тепл

### Поезія
- 2002 — Вогні святого Ельма, збірка поезій
- 2011 — Гірчиця, збірка поезій
- 2014 — Знеболювальне і снодійне, збірка поезій
- 2017 — Заговорено на любов, збірка поезій
- 2021 — Не болить, збірка поезій

### Нонфікшн
- 2018 — Наші птахи і те, що їм заважає
- 2019 — Сила дівчат
- 2020 — Звичка писати, воркбук

Тексти Катерини Бабкіної перекладені польською, німецькою, англійською, шведською, французькою, румунською, чеською та російською мовами.
Перекладені книги Катерини Бабкіної: поетична збірка «Для всіх однакове попроси» (видавництво «Хавер Лает», Ізраїль), роман «Sonia» (видавництво «Haymon Verlag», Австрія, та видавництво «Warsztaty Kultury», Польща), збірка оповідань «Szczęśliwi nadzy ludzie» (видавництво «Warsztaty Kultury», Польща), роман в оповіданнях «Мій дід танцював краще за всіх» (Blum, Белград і «Warsztaty Kultury», Польща), поетична збірка «Не проси ні про що, крім тепла» (VINTAGEbooks, Кіпр).
Переклади англійською друкувалися в журналах «Kenyon Review» та «Washington Square Review».